# Kanton Auch-Sud-Ouest
Der Kanton Auch-Sud-Ouest war von 1973 bis 2015 ein französischer Wahlkreis in der Region Midi-Pyrénées. Er lag im Arrondissement Auch und im Département Gers. Hauptort war Auch.
| Gemeinde             | Einwohner | Code postal | Code Insee |
| -------------------- | --------- | ----------- | ---------- |
| Auch *               | 21.838    | 32000       | 32013      |
| Barran               | 671       | 32350       | 32029      |
| Le Brouilh-Monbert   | 212       | 32350       | 32065      |
| Durban               | 162       | 32260       | 32118      |
| Lasséran             | 256       | 32550       | 32200      |
| Lasseube-Propre      | 237       | 32550       | 32201      |
| Pavie                | 2222      | 32550       | 32307      |
| Saint-Jean-le-Comtal | 348       | 32550       | 32381      |

* Teilbereich; die angegebene Einwohnerzahl bezieht sich auf die Gesamtstadt